# HAT-P-21
HAT-P-21 eller Mazalaai, är en ensam stjärna i södra delen av stjärnbilden Stora björnen. Den har en skenbar magnitud av ca 10,5 och kräver ett teleskop för att kunna observeras. Baserat på parallax enligt Gaia Data Release 3 på ca 3,52 mas beräknas den befinna sig på ett avstånd av ca 927 ljusår (ca 284 parsec) solen. Den rör sig närmare solen med en heliocentrisk radialhastighet av ca -52 km/s.

## Nomenklatur
Stjärnan HAT-P-21 gavs, på förslag av Mongoliet, namnet Mazalaai i NameExoWorlds-kampanjen under IAU:s 100-årsjubileum 2019. Mazalaai är det mongoliska namnet på den utrotningshotade underarten gobibjörn. Exoplaneten HAT-P-21 b gavs samtidigt namnat Bambaruush som är den mongoliska termen för ”björnunge”.

## Egenskaper
HAT-P-21 är en gul till vit stjärna i huvudserien av spektralklass G3 V. Den har en massa av ca 0,95 solmassa, en radie av ca 1,1 solradie och utsänder ungefär lika mycket energi från dess fotosfär som solen vid en effektiv temperatur av ca 5 600 K. En undersökning år 2015 misslyckades med att finna någon följeslagare. Stjärnan roterar snabbt och drivs av tidvatteneffekten från en jätteplanet i en snäv omloppsbana.

## Planetsystem
År 2010 upptäcktes en het superjupiter i måttligt excentrisk omloppsbana i passage. Dess jämviktstemperatur är 1 283 ± 50 K. Undersökningen av transittidsvariationer 2011 har misslyckats med att utesluta eller bekräfta förekomsten av ytterligare exoplaneter i systemet, tills omloppsparametrarna för HAT-P-21b är kända med bättre precision.
Planetbanan är sannolikt i linje med stjärnans ekvatorialplan, med en felmarginal av 25 ± 16 grader.

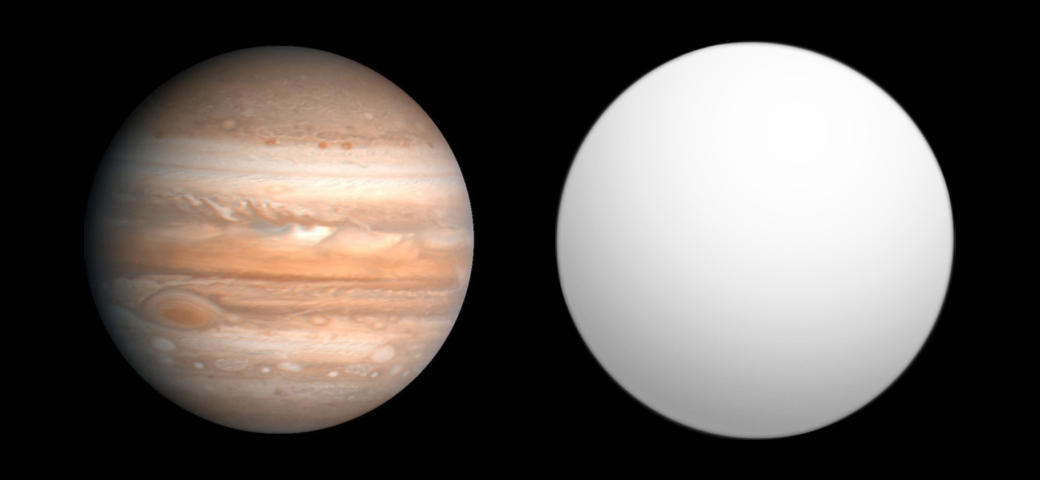
Storleksjämförelse av HAT-P-21 b och Jupiter

| Planet | Massa            | Halv storaxel (AE) | Siderisk omloppstid (d) | Excentricitet | Inklination | Radie          |
| ------ | ---------------- | ------------------ | ----------------------- | ------------- | ----------- | -------------- |
| b      | 4,063 ± 0,161M J | 0,0494 ± 0,0007    | 4,124481 ± 0,000007     | 0,228 ± 0,016 | 88,6°       | 1,08 ± 0,18 RJ |